# Ondioline

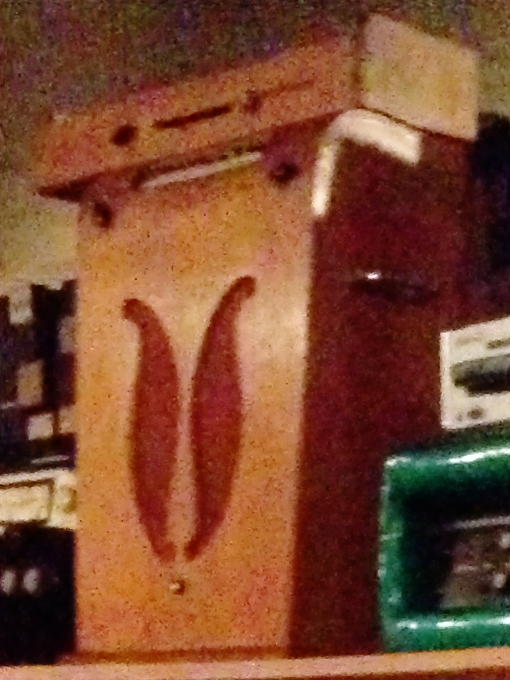

De Ondioline is een van de eerste elektronische muziekinstrumenten en werd uitgevonden in 1941 door de Fransman Georges Jenny, en is een voorloper van de hedendaagse synthesizer. De toonopwekking en de versterking wordt gedaan door radiobuizen. Het instrument is veel toegepast in de vroege elektronische muziek.
De Ondioline is in staat om een grote verscheidenheid aan klanken te produceren. Het toetseninstrument heeft een unieke eigenschap: het is gebaseerd op speciale veren die het mogelijk maken om een natuurlijk vibrato op te wekken. Het in horizontale richting beweegbare klavier omvat drie octaven en de toetsen zijn drukgevoelig. Het volume werd geregeld met een regelaar die met de knie wordt bediend.
Net als de Ondes Martenot is het toestel geheel gebaseerd op vacuüm radiobuizen, maar de Ondioline bezit een veel grotere verscheidenheid aan klanken. Dit wordt veroorzaakt door de filterbank in de Ondioline, uitgerust met 15 schuifregelaars, waarmee verschillende klankkleuren konden worden opgewekt. Bepaalde combinaties met schuifregelaars laat de Odioline bijna net zo klinken als symfonische instrumenten zoals de hobo, de Franse hoorn, klarinet, maar ook als een banjo.
Tegenwoordig worden geluidsfragmenten van muziekinstrumenten of menselijke stemmen opgeslagen in zogenaamde samplers, digitale geheugens voor opslag van geluiden, om tijdens een concert of plaatopname weer te laten klinken.
Een andere reden voor de grotere mogelijkheden om klanken te maken met de Ondioline is het toepaste principe van de toonopwekking met behulp van een oscillator. In de Martenot zitten twee oscillatoren die ultrahoge frequenties kunnen opwekken. Beide signalen worden gemengd waardoor een verschilfrequentie ontstaat die een zuivere toon produceert in het hoorbare gebied. De Ondioline's oscillator is gebaseerd op het multivibrator principe, waarmee blokgolven waarin veel harmonische boventonen zitten, worden opgewekt. Met behulp van de eerder genoemde filterbank kunnen van de vierkantsgolven veel klanken worden gemaakt.
Daarnaast was de Ondioline kleiner van afmetingen en goedkoper dan de Martenot. Er zijn draagbare uitvoeringen die meegenomen kunnen worden naar concertuitvoeringen.
Een van de bespelers is de Fransman Jean-Jacques Perrey. Hij kreeg het apparaat in het midden van de 50-jaren in zijn bezit. Andere muzikanten die de Ondioline gebruikten zijn Al Kooper en Blood, Sweat & Tears. Ook is het apparaat te horen in de soundtrack van de film Spartacus. In Nederland werd het instrument door pioniers als Dick Raaijmakers en Henk Badings eind jaren vijftig vorige eeuw gebruikt voor hun composities, waarvan de opnames zijn heruitgegeven in 2004 op Popular Electronics. Early Dutch electronic music from Philips Research Laboratories, 1956-1963.

## Voetnoten & referenties
1. ↑  New Music Box 1999
2. ↑  Perrey autobiography